# رابطة الهندسة الكهربائية والتقنيات الإلكترونية وتقنيات المعلومات
رابطة الهندسة الكهربائية والتقنيات الإلكترونية وتقنيات المعلومات (بالألمانية:Der Verband der Elektrotechnik, Elektronik und Informationstechnik e. V) تعد من أكبر الرابطات العلمية والتقنية على الصعيد الأوربي حيث أنها تمارس نشاطات مختلفة تشمل دعم البحث العلمي وتشجيع الأجيال الصاعدة في المجال التكنولوجي علاوة على تحضير ووضع المقاييس التقنية وذلك تحت شعار «عمل جماعي من أجل تكنولوجيا حديثة».
ومن خلال زيارة موقعها الألكتروني تُعرفك بالشركات واللجان المتخصصة وممثلي الولايات والجمعيات والمجموعات الجامعية وتُطْلعك من خلال صفحات معهد الفحص وإصدار شواهد الجودة Prüf- und Zertifizierungsinstituts على علامة هذه الرابطة وعلى المقاييس واللوائح والقواعد الأمنية المعتمدة من قبل اللجنة الوطنية التابعة لها. وتعرض دار النشر لهذه الرابطة منشورات تخصصية تُعَرّف بالمستجدات والإنجازات التقنية الحديثة.

## الروابط الخارجية
- الموقع الرسمي للرابطة